# Rivière Kipawa
Pour les articles homonymes, voir Kipawa.
La rivière Kipawa est un cours d'eau du territoire non organisé de Laniel, dans la municipalité régionale de comté (MRC) de Témiscamingue, dans la région administrative de l'Abitibi-Témiscamingue, au Québec, au Canada.
Dès la deuxième moitié du XIXe siècle, la foresterie a été l'activité économique prédominante dans le secteur. La surface de la rivière est généralement gelée de la mi-décembre à la mi-avril.

## Géographie

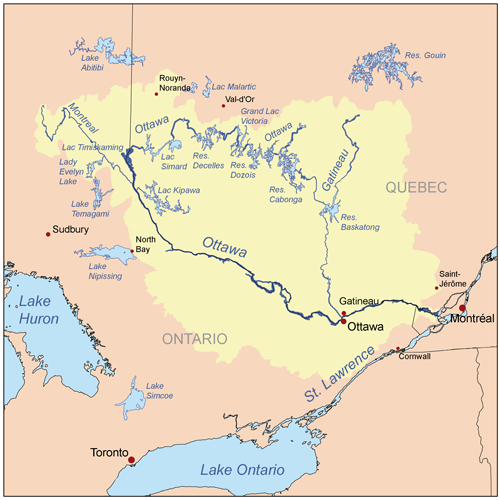
Bassin versant de la rivière des Outaouais.

Les versants hydrographiques voisins de la rivière Kipawa sont :
- côté nord : rivière Lavallée ;
- côté est : lac Kipawa, lac Dumoine ;
- côté sud : décharge des lacs du Portage du Sauvage ;
- côté ouest : rivière des Outaouais.

Longue de 160 km, la rivière Kipawa serpentine en zones montagneuses et forestières. La rivière Kipawa prend sa source au fond de la baie de Kipawa, à l'embouchure du lac Dumoine lequel est situé dans le canton de Diéreville, au Témiscamingue.
Cours supérieur de la rivière
À partir du lac Dumoine, le courant coule à priori sur 17,6 km vers le nord-ouest en traversant sur 4,4 km le lac Pine (altitude : 317 m), jusqu'à la rive est du lac aux Foins (altitude : 303 m) que le courant traverse sur 4,1 km vers le sud-ouest (partie sud du lac).
Puis la rivière Kipawa coule sur 3,8 km vers le nord-ouest jusqu'à la rive est du lac Watson que le courant traverse sur 6,0 km vers l'ouest. Puis, la rivière coule sur 3,4 km vers le nord jusqu'à la rive sud-est du lac des Loups (longueur : 12 km ; altitude : 303 m) que le courant traverse sur 4,9 km vers le sud-ouest ; puis 14,3 km vers le sud, jusqu'à la décharge (venant de l'est) du Petit lac du Marécage ; puis 10,1 km vers le sud-ouest jusqu'à la rive nord-est du lac Brennan (altitude : 272 m) que le courant traverse sur 8,1 km vers le sus-ouest, soit jusqu'à l'embouchure de la rivière des Jardins ; sur 7,9 km vers le sud-ouest, puis le nord, jusqu'au lac Sheffield (altitude : 270 m) que le courant traverse sur 4,9 km vers le nord-ouest.
Cours inférieur de la rivière
Puis la rivière poursuit son cours sur 19,1 km vers l'ouest en traversant le lac Grintstone (altitude : 270 m) ; vers l'ouest en traversant le lac Bedout ; vers le nord-ouest en traversant le lac Hunter ; sur 41,3 km vers le nord-ouest en traversant le lac Kipawa ; sur 13,9 km vers le nord-ouest, puis vers le sud-ouest, jusqu'à son embouchure.
À partir de l'embouchure du lac Sairs, la rivière Kipawa descend vers le nord-ouest, en traversant une série de plans d'eau, dont le lac Kipawa lequel est barré par le barrage de Laniel qui est situé à l'extrémité ouest de ce plan d'eau. À partir de ce barrage, la rivière Kipawa poursuit son cours vers le nord-ouest, bifurque encore vers le sud-ouest, descend la Grande Chute et va se déverser sur la rive est du lac Témiscamingue.
En 1885, plusieurs chantiers forestiers sont dénombrés dans les zones à proximité de la rivière. Les coupes forestières ont été nombreux sur ces terres publiques dès la deuxième moitié du XIXe siècle à cause de l'abondance et du type d'arbres. Les troncs d'arbres coupés par les bûcherons étaient apportés sur la glace de la rivière ; les billes prenaient le courant de la rivière Kipawa pour descendre vers le lac Témiscamingue qui constitue le plus important plan d'eau de la partie supérieure de la rivière des Outaouais.

## Toponymie
D'origine algonquine, le mot Kipawa signifie rivière fermée. Le "Kebawek Sipi" a le même sens. Les notes du 15 juin 1884 prises lors d'un voyage de mission apostolique au Témiscamingue indiquent « la rivière Keepawe ». Ces notes furent publiées dans À la Baie d'Hudson ou Récit de la première visite pastorale de monseigneur N.Z. Lorrain, évêque de Cythère et vicaire apostolique de Pontiac, dans ses missions sauvages de Témiscamingue, d'Abitibi et d'Albany, par J.B. Proulx, prêtre, Montréal, Librairie Saint-Joseph, Cadieux & Derome, 1886, page 19.
Le toponyme rivière Kipawa a été officialisé le 5 décembre 1968 à la Banque des noms de lieux de la Commission de toponymie du Québec.

## Histoire récente

### Projet Onimiki
Le projet hydroélectrique Onimiki, du mot anishinaabe signifiant « tonnerre », est actuellement en développement sur le territoire de la rivière Kipawa et du lac Témiscamingue. Ce projet est porté par Énergie Renouvelable Onimiki, une entreprise formée par les Premières Nations anishinaabeg Wolf Lake et Kebaowek, la Première Nation innue de Mashteuiatsh, et la MRC de Témiscamingue. Évalué à 475 millions de dollars, il prévoit la construction de deux minicentrales hydroélectriques, Onimiki Nord et Onimiki Sud, pour une capacité totale de 70 mégawatts, soit l’équivalent de la consommation de 20 000 résidences.
- Onimiki Nord : D’une capacité de 60 mégawatts, cette centrale serait située près du lac Témiscamingue. Une partie du débit de la rivière Kipawa serait détournée via des lacs excavés et un tunnel sous le parc national d’Opémican.
- Onimiki Sud : Localisée dans la ville de Témiscaming, cette centrale de 7 mégawatts exploiterait le ruisseau Gordon, un des exutoires du lac Kipawa, avec des impacts plus limités sur l’écosystème.

Le projet Onimiki rappelle un projet antérieur d’Hydro-Québec, nommé Tabaret, proposé à la fin des années 1990 au même endroit. Ce projet, qui visait une capacité de 135 mégawatts, devait détourner le débit de la rivière Kipawa pour alimenter une centrale hydroélectrique. Toutefois, Tabaret n’a jamais vu le jour, faute d’acceptabilité sociale. L’opposition de la communauté témiscamienne, des groupes environnementaux et des Premières Nations a contribué à son abandon. Ce contexte a également favorisé la création du parc national d’Opémican, qui devait protéger ce territoire unique.

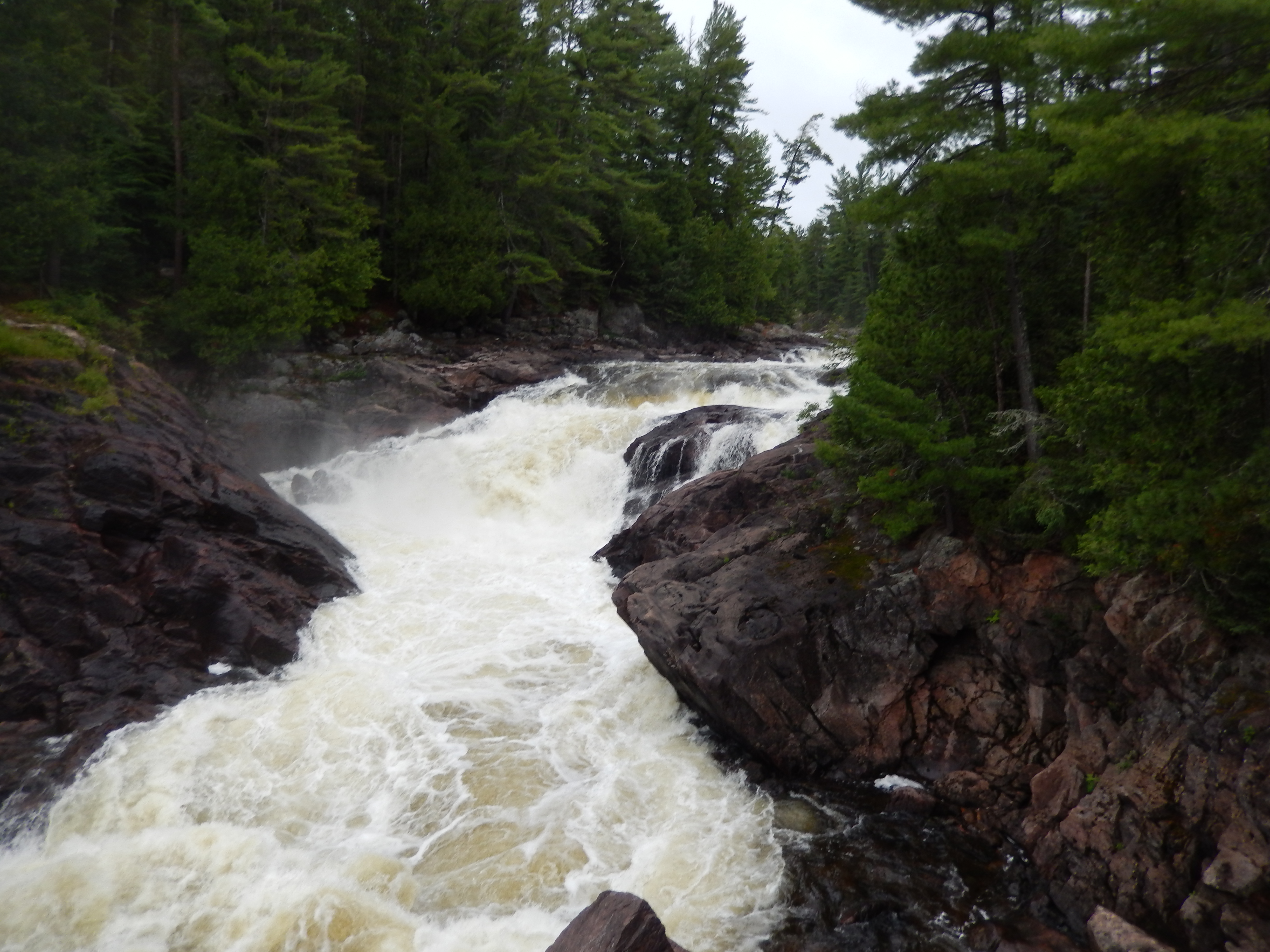
La Grande Chute en août 2022

La perspective de réduire jusqu’à 70 % du débit de la rivière Kipawa à certaines périodes soulève des inquiétudes parmi les résidents, les groupes environnementaux et les amateurs d’activités nautiques. La Grande Chute, située dans le parc national d’Opémican, est particulièrement menacée par ces aménagements. Le Conseil régional de l’environnement de l’Abitibi-Témiscamingue et la Fondation rivière dénoncent un « dangereux précédent » qui pourrait compromettre la Loi sur les parcs nationaux du Québec. En effet, bien que le détournement de l’eau soit prévu avant son entrée dans l’aire protégée, les critiques pointent les effets cumulatifs sur la faune aquatique, la qualité de l’eau et l’intégrité écologique du parc.
Des études d’impact sont en cours pour minimiser les conséquences environnementales et trouver des compromis acceptables. Ces études devront répondre à de nombreuses préoccupations exprimées lors des consultations publiques.
Le projet prévoit un dépôt d’étude d’impact en 2025, suivi d’audiences du Bureau d'audiences publiques sur l'environnement (BAPE) en 2026. La construction pourrait débuter à l’été 2026, pour une mise en service en 2028.